# Adele Jergens
Adele Jergens est une actrice américaine née à New York le 26 novembre 1917, et morte à Camarillo, en Californie, le 22 novembre 2002.

## Filmographie partielle
- 1945 : Aladin et la Lampe merveilleuse (A Thousand and One Nights) d'Alfred E. Green : Princesse Armina
- 1945 : She Wouldn't Say Yes d'Alexander Hall : Allura
- 1947 : L'assassin ne pardonne pas (The Corpse Came C.O.D.), de Henry Levin : Mona Harrison
- 1947 : L'Étoile des étoiles (Down to earth), d'Alexander Hall : Georgia Evans
- 1948 : La Fin d'un tueur (The Dark Past) de Rudolph Maté
- 1948 : Les Reines du music-hall (Ladies of the Chorus), de Phil Karlson : Mae Martin
- 1948 : Les Liens du passé (I love Trouble), de S. Sylvan Simon : Boots Nestor
- 1949 : Française d'occasion (Slightly French) de Douglas Sirk : Yvonne La Tour
- 1950 : Fureur sur la ville (The Sound of Fury) de Cy Endfield
- 1950 : Armored Car Robbery, de Richard Fleischer : Yvonne LeDoux / Mrs Benny McBride
- 1950 : La Rue de la mort (Side Street), d'Anthony Mann : Lucille 'Lucky' Colner
- 1951 : Deux Nigauds contre l'homme invisible (Abbott and Costello Meet the Invisible Man), de Charles Lamont : Boots Marsden
- 1951 : Sugarfoot d'Edwin L. Marin
- 1955 : Une étrangère dans la ville (Strange Lady in Town) de Mervyn LeRoy : Bella Brown
- 1955 : Instinct de survie (Day the World Ended), de Roger Corman : Ruby